# San Ciriaco en las Termas de Diocleciano (título cardenalicio)
El título cardenalicio de San Ciriaco en las Termas de Diocleciano es mencionado en el Concilio de Roma de 499. En el siglo XII era conocido como San Ciriaco in thermis, y en el pontificado de Juan XXII como San Ciriaco in Verminis. Fue suprimido por Sixto V que lo reemplazó por Santos Quirico y Julita, ya que los nombres Quirico y Ciriaco son sinónimos, aunque se trata de santos diferentes.

## Titulares
- Martino e Epifanio (mencionados en 499)[1]
- Aventino (mencionado en 595)
- Costantino (mencionado en 721)[2]
- Procopio (principio de 743 - final de 745)[3]
- Sassolo (mencionado en 761)[4]
- Leone (mencionado en 853)[5]
- Maio (mencionado en 869)[6]
- Marino (? - 30 octubre 942) Elegido papa Marino II
- Giovanni (mencionado en 1068 o 1069)
- Crisostomo (1099 - circa 1105)
- Domnizzone (o Domnizo) (1105 - principio de 1117)
- Crisogono (circa 1117 - circa 1122)
- Oderisio, O.S.B. (1122 - 1126)
- Rustico (diciembre 1128- prima del 1142)
- Niccolò (17 de diciembre de 1143 - 1 de abril de 1151 ?)
- Giovanni Domenico Trinci (1213 ? - 1219 ?)
- Riccardo di Montecassino, O.S.B. Cas. (agosto 1255 ? - 1 de marzo de 1263)
- Etienne de Suisy (15 de diciembre de 1305 - 10 de diciembre de 1311)
- Guillaume Teste (23 de diciembre de 1312 - septiembre 1326)
- Bernard d'Albi (18 de diciembre de 1338 - 19 de enero de 1349)
- Niccolò Caracciolo Moschino, O.P. (18 de diciembre de 1378 - 29 de julio de 1389)
  - Giovanni Piacentini (20 de julio de 1387 - 9 de mayo de 1404), pseudocardenal de Clemente VII (antipapa)
- Cristoforo Maroni (18 de diciembre de 1389 - 4 de diciembre de 1404)
- Matteo da Cracovia (o Ciaconiani) (19 de septiembre de 1408 - 5 de marzo de 1410)
- Jan Železný, O. Praem. (27 de mayo de 1426 - 9 de octubre de 1430)
- Dénes Szécsi (8 de enero de 1440 - 1 de febrero de 1465)
- Thomas Bourchier (15 de marzo de 1468 - 30 de marzo de 1486)
- Bernardino Lonati; diaconía pro hac vice (23 de septiembre de 1493 - 8 de agosto de 1497)
- Pietro Isvalies (o Isuales, o Isuali, o Isuagles, o Suaglio) (5 de octubre de 1500 - 18 de agosto de 1507); in commendam (18 de agosto de 1507 - 22 de septiembre de 1511)
- Scaramuccia Trivulzio (6 de julio de 1517 - 3 de agosto de 1527)
- Agostino Spinola (3 de agosto de 1527 - 5 de septiembre de 1534)
- Francesco Corner (5 de septiembre de 1534 - 31 de mayo de 1535)
- Giacomo Simonetta (31 de mayo de 1535 - 28 de noviembre de 1537)
- Girolamo Aleandro (13 de marzo de 1538 - 20 de marzo de 1538)
- Pietro Bembo, O.S.Io.Hier.; diaconía pro hac vice (10 de noviembre de 1539 - 15 de febrero de 1542)
- Pomponio Ceci (12 de junio de 1542 - 4 de agosto de 1542)
- Gregorio Cortese, O.S.B. Cas. (12 de junio de 1542 - 21 de septiembre de 1548)
- Bernardino Maffei (10 de mayo de 1549 - 16 de julio de 1553)
- Giovanni Andrea Mercurio (18 de agosto de 1553 - 19 de enero de 1560)
- Ludovico Simonetta (10 de marzo de 1561 - 15 de noviembre de 1566)
- Giovanni Francesco Commendone (15 de noviembre de 1566 - 1573 ?) diaconía pro illa vice (1573 ? - 5 de julio de 1574)
- Pedro de Deza Manuel (22 de junio de 1580 - 9 de enero de 1584)
  - Título suprimido en 1587